# SHB Đà Nẵng Football Club
El SHB Ðà Nẵng F.C. es un equipo de fútbol de Vietnam que compite en la V-League, la liga de fútbol más importante del país.
Fue fundado en 1976 en la ciudad de Da Nang. Era conocido como Quảng Nam Đà Nẵng F.C. hasta 2007, cuando el Saigon-Hanoi Commercial Joint Stock Bank dejó de patrocinarlos.

## Palmarés
- V-League: 3

1992, 2009, 2012
- - Sub-Campeones: 4

1987, 1990, 1991, 2005
- Copa de Vietnam: 2

1993, 2009
- Primera División de Vietnam: 0
  - Sub-Campeones: 1

2000-01
- Copa BTV: 1

2008
- Supercopa de Vietnam: 1

2012

## Participación en competiciones de la AFC
- Liga de Campeones de la AFC: 2 apariciones

2006 - Fase de grupos
2010 - Play-off Clasificatorio - Semifinal Este
- Copa de Clubes de Asia: 1 aparición

1993-94 - Ronda Preliminar
- Recopa de la AFC: 2 apariciones

1992-93 - Semifinales
1994-95 - Segunda Ronda
- Copa de la AFC: 2 apariciones

2010 - Cuartos de final
2013 -

### Partidos internacionales
| Temporada | Competición                 | Ronda                   | País          | Club                    | Casa | Visita |
| --------- | --------------------------- | ----------------------- | ------------- | ----------------------- | ---- | ------ |
| 1992-93   | Recopa de la AFC            | Primera Ronda           | Singapur      | Balestier               | w/o1 |        |
| 1992-93   | Recopa de la AFC            | Ronda Intermedia        | Bangladés     | Mohammedan SC           | 1-0  | 1-1    |
| 1992-93   | Recopa de la AFC            | Semifinales             | Japón         | Nissan                  | 1-1  | 0-3    |
| 1993-94   | Copa de Clubes de Asia      | Ronda Preliminar        | Indonesia     | Arema Malang            | 1-2  | 0-1    |
| 1994-95   | Recopa de la AFC            | Segunda Ronda           | Tailandia     | Telephone Org. Thailand | 0-3  | 2-5    |
| 2006      | Liga de Campeones de la AFC | Fase de grupos          | China         | Dalian Shide            | 0-2  | 0-1    |
| 2006      | Liga de Campeones de la AFC | Fase de grupos          | Japón         | Gamba Osaka             | 1-5  | 0-15   |
| 2006      | Liga de Campeones de la AFC | Fase de grupos          | Corea del Sur | Jeonbuk Hyundai Motors  | 0-1  | 0-3    |
| 2010      | Liga de Campeones de la AFC | Play-Off Clasificatorio | Tailandia     | Muanthong United        | 0-3  | 0-3    |
| 2010      | Copa AFC                    | Fase de grupos          | Tailandia     | Thai Port FC            | 0-0  | 3-2    |
| 2010      | Copa AFC                    | Fase de grupos          | Singapur      | Geylang United FC       | 3-2  | 1-1    |
| 2010      | Copa AFC                    | Fase de grupos          | Hong Kong     | Tai Po FC               | 3-0  | 2-1    |
| 2010      | Copa AFC                    | Octavos de final        | Vietnam       | Bình Dương FC           | 4-3  | 4-3    |
| 2010      | Copa AFC                    | Cuartos de final        | Baréin        | Bahrain Riffa Club      | 3-5  | 0-3    |
| 2013      | Copa AFC                    | Fase de grupos          | Birmania      | Ayeyawady United FC     | 2-1  | 3-2    |
| 2013      | Copa AFC                    | Fase de grupos          | Maldivas      | Maziya                  | 3-1  | 3-2    |
| 2013      | Copa AFC                    | Fase de grupos          | Malasia       | Kelantan FC             | 0-1  | 0-5    |
| 2013      | Copa AFC                    | Octavos de final        | India         | Semen Padang            | 1-2  | 1-2    |

1 Balestier no jugó 

## Jugadores

### Jugadores destacados
- Felix Luz
- Nicolás Hernández
- Sebastian Merlo
- Almeida
- Krisztián Timár
- Nikolce Klečkarovski
- Nuro Amiro Tualibudane
- Muisi Ajao
- Tomasz Cebula
- Benedykt Ruzhny
- Christopher Williams
- Lê Huỳnh Đức
- Nguyễn Minh Phương
- Nguyễn Rogerio

## Entrenadores
- Jerzy Masztaler (2001)[3][4]
- Kenneth Morton (2003–2004)[5][6]
- Gary Phillips (2004)[6]
- Lê Thụy Hải (2005)[7]
- Trần Vũ (2005–2006)[7][8][9]
- Phan Thanh Hùng (2006)[9]
- Lê Đình Chính (2006–febrero de 2006)[10]
- Gerd Zeise (febrero de 2006–2006)[10][11]
- Phan Thanh Hùng (?–enero de 2008)[12]
- Lê Huỳnh Đức (enero de 2008–noviembre de 2017)[12][13]
- Nguyễn Minh Phương (diciembre de 2017–noviembre de 2018)[14][15]
- Trương Việt Hoàng (agosto de 2023–presente)[2]